# Yōko Kondō
Yōko Kondō (近藤ようこ, Kondō Yōko), née le 11 mai 1957 à Niigata, est une mangaka japonaise. Elle commence sa carrière en 1976 dans la revue Garo et est connue pour ses œuvres historiques, folkloriques ainsi que pour ses adaptations de classiques de la littérature japonaise.
Elle remporte le prix d'excellence du 15e Prix de l'Association des auteurs de bande dessinée japonais en 1986 et le 18e prix manga du Japan Media Arts Festival en 2014.

## Biographie
Yōko Kondō est née le 11 mai 1957 à Niigata ; elle s'intéresse au manga après sa lecture de Kamui gaiden de Sanpei Shirato et commence à dessiner en imitant le style de l'auteur. Au lycée elle rencontre Rumiko Takahashi et elles fondent ensemble un club d'étude du manga ; Kondō assiste Takahashi dans son projet de devenir mangaka et confectionne aussi des dōjinshi.
En dehors du manga, elle s'intéresse au folklore après avoir lu des œuvres de Shinobu Orikuchi, elle décide alors de partir étudier le folklore à l'Université Kokugakuin. Elle n'abandonne toutefois pas le manga et en dernière année, en 1976, elle parvient à publier sa première histoire dans la revue Garo, intitulée Monorōgu (ものろおぐ). Elle publie alors diverses histoires courtes dans plusieurs magazines de gekiga et profite notamment du boom des gekiga érotiques publiés dans la revue Gekiga Alice (劇画アリス). À côté de cela, elle travaille comme assistante auprès de Murasaki Yamada.
En 1984, alors que le boom des gekiga érotiques se tari, elle est contactée par le service éditorial du Weekly Manga Sunday, qui lui propose de publier une histoire dans le magazine ; elle dessine alors Miharashi ga oka nite (見晴らしガ丘にて) entre 1984 et 1985, une histoire qui croque le drame quotidien d'un voisinage d'un quartier de Niigata. L'œuvre est un succès et remporte le prix d'excellence du 15e Prix de l'Association des auteurs de bande dessinée japonais en 1986. Elle continue alors à publier des histoires intimes dans le même registre pendant quelques années. Parmi elles, le manga Roommates (ルームメイツ) est adapté en série télévisée.
Par la suite, elle s'oriente petit à petit vers des adaptations de classiques de la littérature japonaise, en adaptant des œuvres de Shinobu Orikuchi, Natsume Sōseki ou encore Ango Sakaguchi.

## Publications en français
Aux éditions Philippe Picquier : 
- Une femme et la guerre (戦争と一人の女?), 2012, adaptation du roman d'Ango Sakaguchi ;
- Dix nuits, dix rêves (夢十夜?), 2016, adaptation des nouvelles de Natsume Sōseki.